# Paepalanthus
Paepalanthus är ett släkte av gräsväxter. Paepalanthus ingår i familjen Eriocaulaceae.

## Bildgalleri

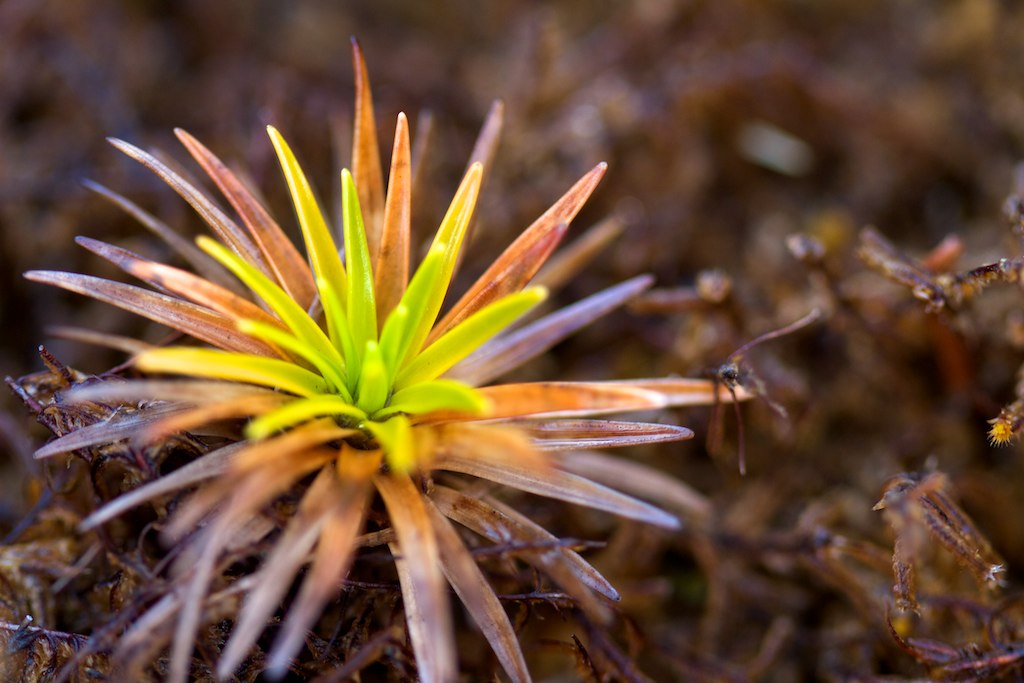
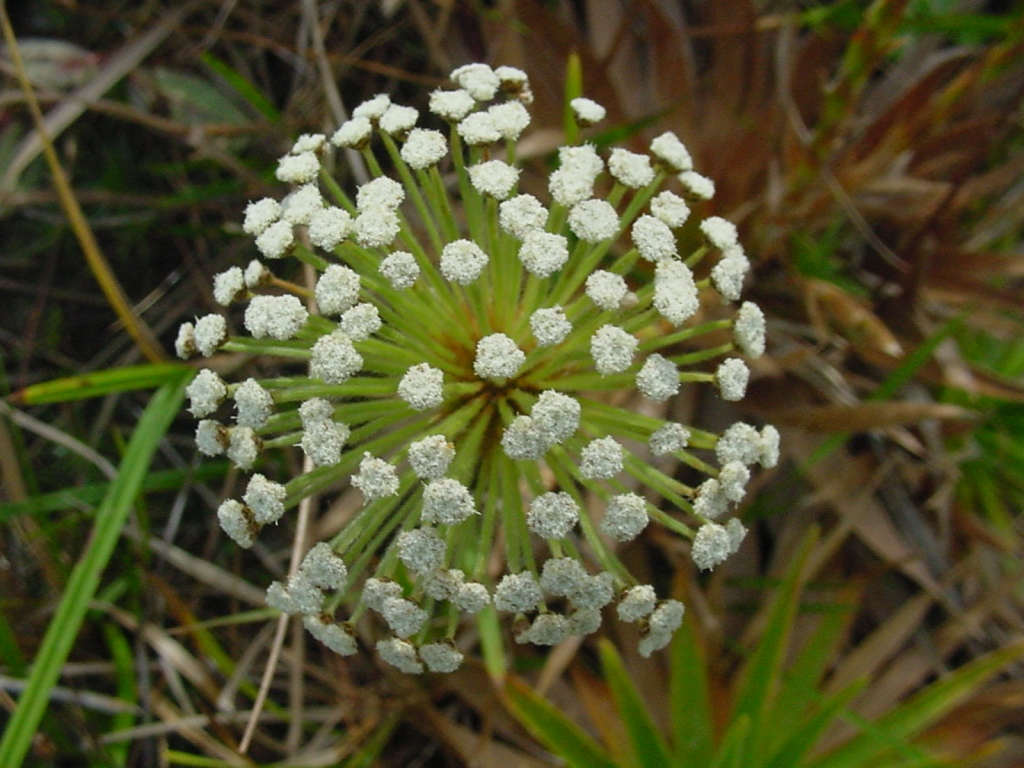
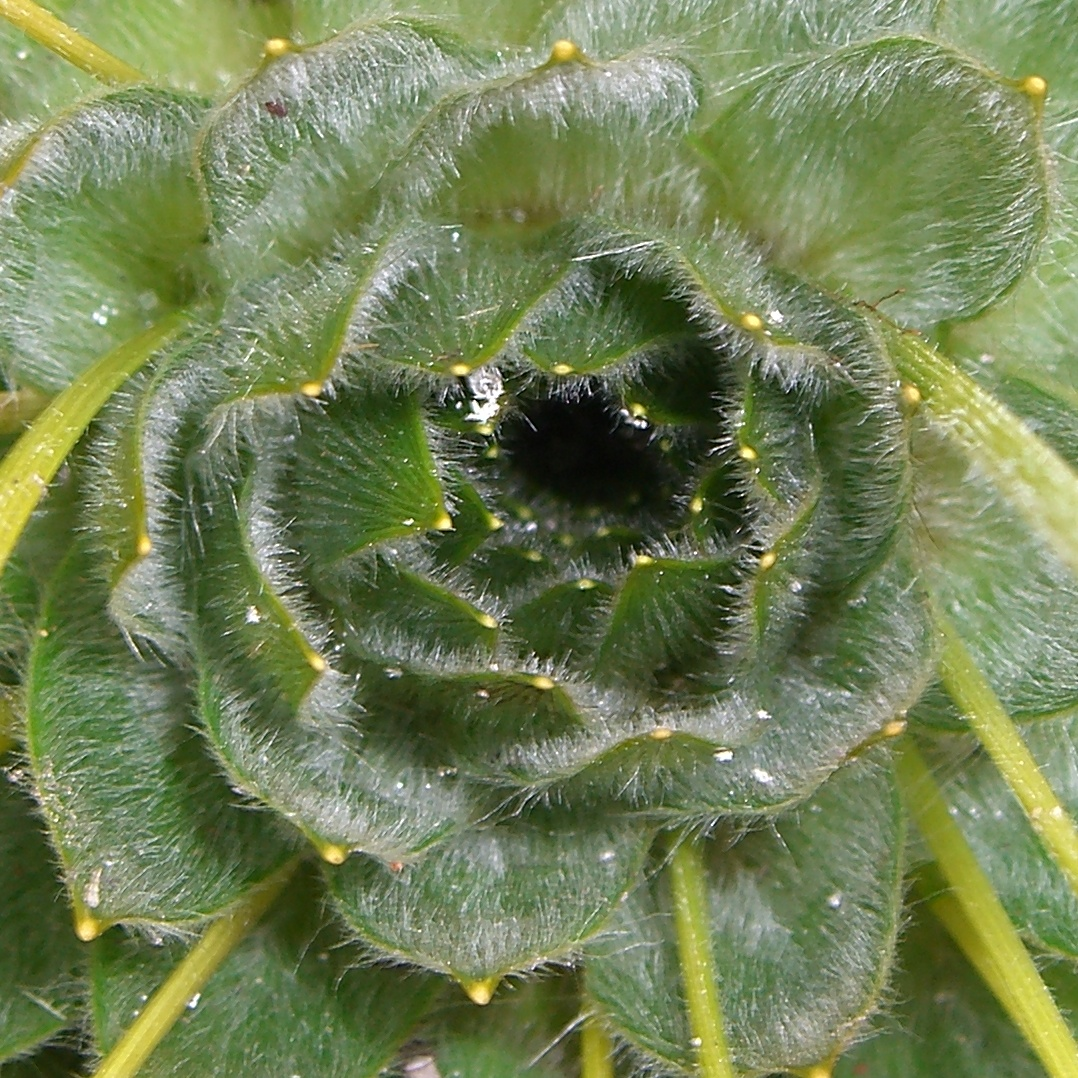
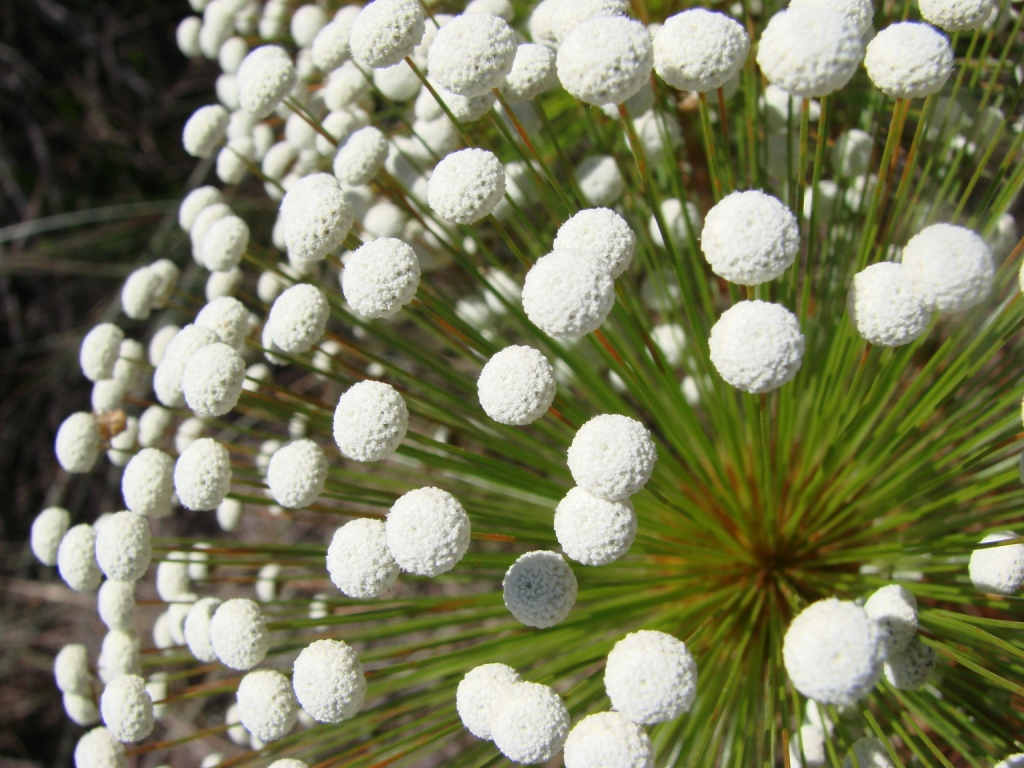
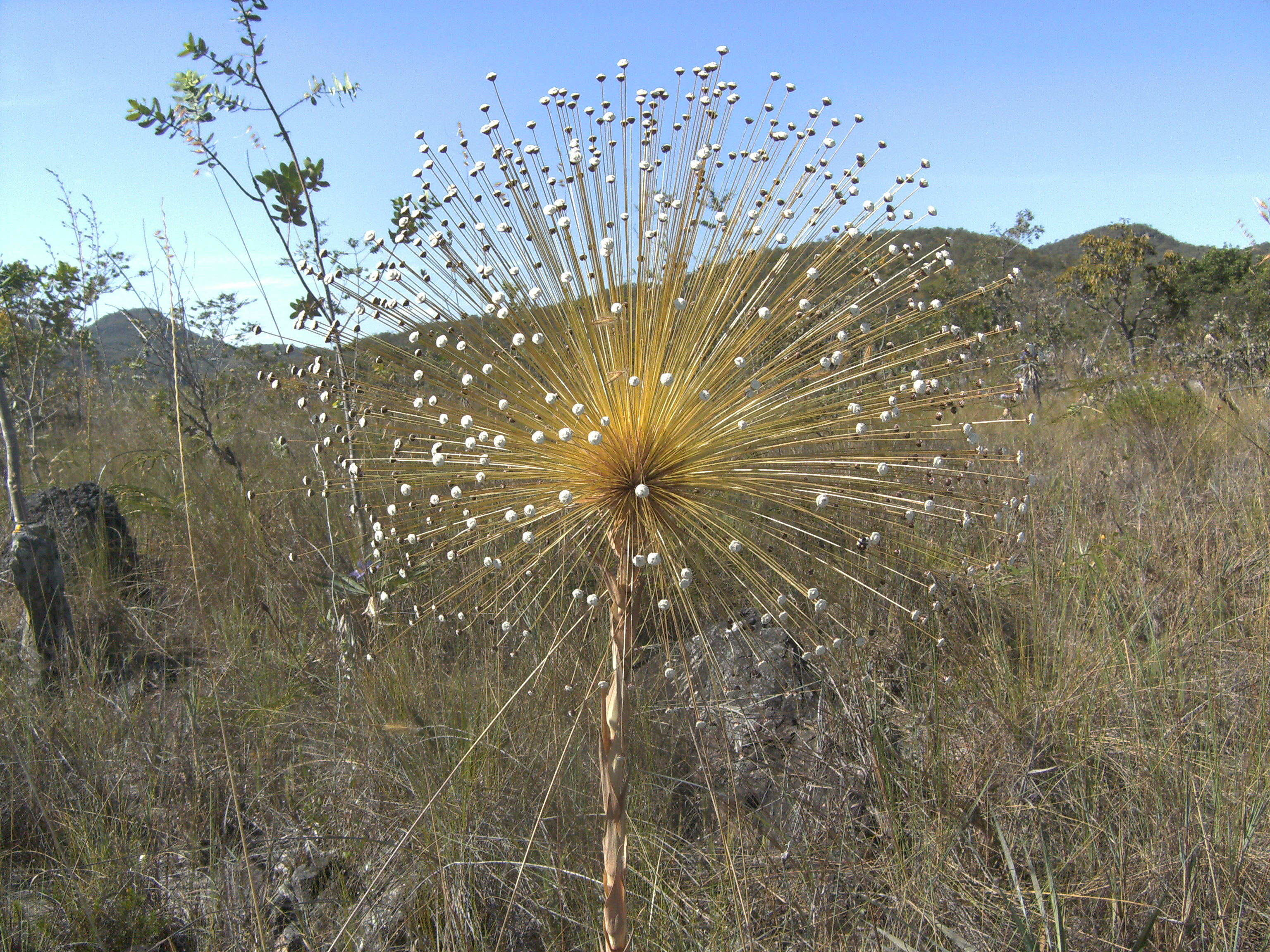
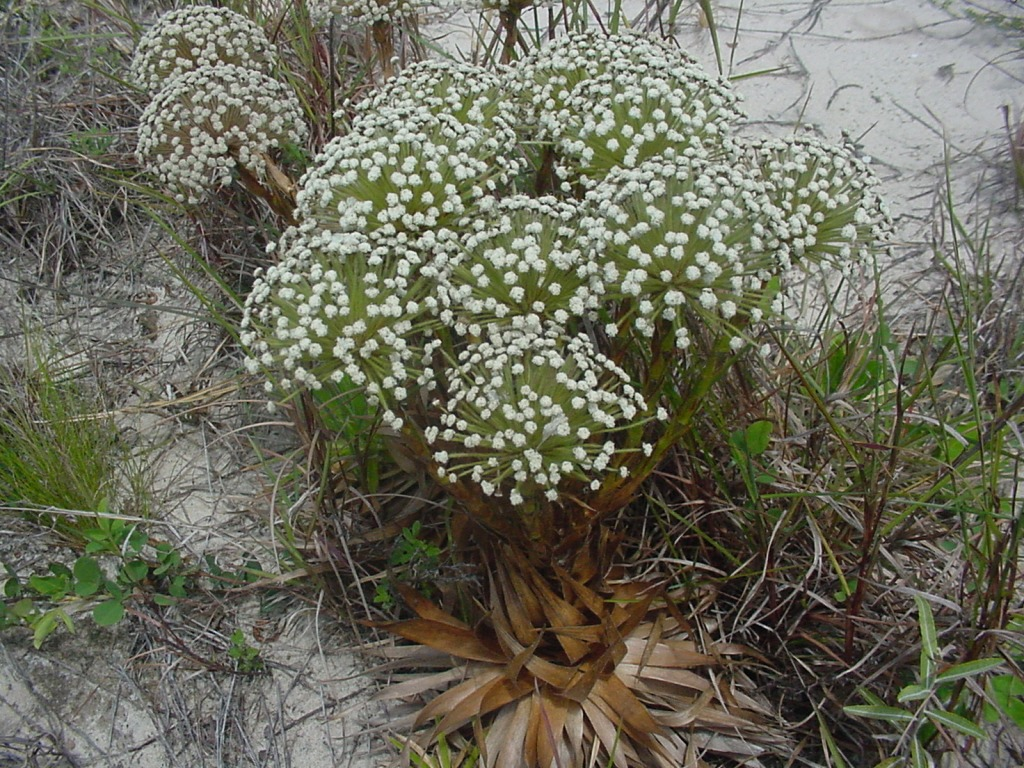

## Dottertaxa tillPaepalanthus, i alfabetisk ordning[1]
- Paepalanthus acantholimon
- Paepalanthus acanthophyllus
- Paepalanthus accrescens
- Paepalanthus actinocephaloides
- Paepalanthus aculeatus
- Paepalanthus acuminatus
- Paepalanthus acutipilus
- Paepalanthus aequalis
- Paepalanthus aereus
- Paepalanthus albiceps
- Paepalanthus albidus
- Paepalanthus albotomentosus
- Paepalanthus albovaginatus
- Paepalanthus albovillosus
- Paepalanthus allemanii
- Paepalanthus almasensis
- Paepalanthus alpestris
- Paepalanthus alpinus
- Paepalanthus alsinoides
- Paepalanthus amoenus
- Paepalanthus anamariae
- Paepalanthus andicola
- Paepalanthus apacarensis
- Paepalanthus applanatus
- Paepalanthus archeri
- Paepalanthus arenicola
- Paepalanthus aretioides
- Paepalanthus argenteus
- Paepalanthus argillicola
- Paepalanthus argyrolinon
- Paepalanthus argyropus
- Paepalanthus aristatus
- Paepalanthus armeria
- Paepalanthus ascendens
- Paepalanthus asper
- Paepalanthus ater
- Paepalanthus atrovaginatus
- Paepalanthus augustus
- Paepalanthus aureus
- Paepalanthus auyantepuiensis
- Paepalanthus bahiensis
- Paepalanthus balansae
- Paepalanthus baraunensis
- Paepalanthus barbiger
- Paepalanthus barbulatus
- Paepalanthus barkleyi
- Paepalanthus barreirensis
- Paepalanthus batatalensis
- Paepalanthus belizensis
- Paepalanthus bellus
- Paepalanthus benedicti
- Paepalanthus bifidus
- Paepalanthus blepharophorus
- Paepalanthus bombacinus
- Paepalanthus bongardii
- Paepalanthus bonsai
- Paepalanthus bosseri
- Paepalanthus brachyphyllus
- Paepalanthus bradei
- Paepalanthus brevicaulis
- Paepalanthus bromelioides
- Paepalanthus brunnescens
- Paepalanthus bryoides
- Paepalanthus bulbosus
- Paepalanthus cachambuensis
- Paepalanthus cacuminis
- Paepalanthus caespititius
- Paepalanthus caldensis
- Paepalanthus callocephalus
- Paepalanthus calvoides
- Paepalanthus calvulus
- Paepalanthus calvus
- Paepalanthus camptophyllus
- Paepalanthus canastrensis
- Paepalanthus candidus
- Paepalanthus canescens
- Paepalanthus capanemae
- Paepalanthus caparoensis
- Paepalanthus capillaris
- Paepalanthus capillatus
- Paepalanthus capillifolius
- Paepalanthus capitatus
- Paepalanthus capito
- Paepalanthus cardonae
- Paepalanthus carvalhoi
- Paepalanthus castaneus
- Paepalanthus catharinae
- Paepalanthus celsus
- Paepalanthus cephalotrichus
- Paepalanthus chaseae
- Paepalanthus chiapensis
- Paepalanthus chimantensis
- Paepalanthus chiquitensis
- Paepalanthus chloroblepharus
- Paepalanthus chlorocephalus
- Paepalanthus chloronema
- Paepalanthus chlorophyllus
- Paepalanthus chloropus
- Paepalanthus chrysolepis
- Paepalanthus chrysophorus
- Paepalanthus ciliolatus
- Paepalanthus cinereus
- Paepalanthus clausenii
- Paepalanthus coloides
- Paepalanthus comans
- Paepalanthus comosus
- Paepalanthus complanatus
- Paepalanthus conduplicatus
- Paepalanthus conicus
- Paepalanthus contasensis
- Paepalanthus convexus
- Paepalanthus cordatus
- Paepalanthus coronarius
- Paepalanthus corymbosus
- Paepalanthus costaricensis
- Paepalanthus crassicaulis
- Paepalanthus crateriformis
- Paepalanthus crinitus
- Paepalanthus cristatus
- Paepalanthus cryocephalus
- Paepalanthus cumbricola
- Paepalanthus cururensis
- Paepalanthus cuspidatus
- Paepalanthus cylindraceus
- Paepalanthus dasynema
- Paepalanthus decorus
- Paepalanthus decussus
- Paepalanthus dendroides
- Paepalanthus dennisii
- Paepalanthus desperado
- Paepalanthus diamantinensis
- Paepalanthus dianthoides
- Paepalanthus dichotomus
- Paepalanthus dichromolepis
- Paepalanthus diffissus
- Paepalanthus digitiformis
- Paepalanthus diplobetor
- Paepalanthus distichophyllus
- Paepalanthus diversifolius
- Paepalanthus dupatya
- Paepalanthus elatissimus
- Paepalanthus elongatulus
- Paepalanthus elongatus
- Paepalanthus ensifolius
- Paepalanthus erectifolius
- Paepalanthus erigeron
- Paepalanthus eriocauloides
- Paepalanthus eriophaeus
- Paepalanthus euryphyllus
- Paepalanthus exiguus
- Paepalanthus extremensis
- Paepalanthus fallax
- Paepalanthus fasciculatus
- Paepalanthus fasciculifer
- Paepalanthus fasciculoides
- Paepalanthus fastigiatus
- Paepalanthus ferreyrae
- Paepalanthus flaccidus
- Paepalanthus flaviceps
- Paepalanthus flavorutilus
- Paepalanthus fraternus
- Paepalanthus freyreissii
- Paepalanthus fulgidus
- Paepalanthus fuscoater
- Paepalanthus gardnerianus
- Paepalanthus garimpensis
- Paepalanthus geniculatus
- Paepalanthus gentlei
- Paepalanthus gibbosus
- Paepalanthus glabrifolius
- Paepalanthus glareosus
- Paepalanthus glaucescens
- Paepalanthus glaucophyllus
- Paepalanthus glaucopodus
- Paepalanthus gleasonii
- Paepalanthus globosus
- Paepalanthus gomesii
- Paepalanthus gounelleanus
- Paepalanthus grao-mogolensis
- Paepalanthus guaraiensis
- Paepalanthus gyrotrichus
- Paepalanthus harleyi
- Paepalanthus harmsii
- Paepalanthus hemiglobosus
- Paepalanthus henriquei
- Paepalanthus heterocaulon
- Paepalanthus heteropus
- Paepalanthus hippotrichophyllus
- Paepalanthus holstii
- Paepalanthus homomallus
- Paepalanthus hydra
- Paepalanthus hymenolepis
- Paepalanthus ibitipocensis
- Paepalanthus implicatus
- Paepalanthus incanus
- Paepalanthus inopinatus
- Paepalanthus insignis
- Paepalanthus intermedius
- Paepalanthus itacambirensis
- Paepalanthus itambeensis
- Paepalanthus itatiaiensis
- Paepalanthus itremensis
- Paepalanthus jordanensis
- Paepalanthus kanaii
- Paepalanthus karstenii
- Paepalanthus klotzschianus
- Paepalanthus kunhardtii
- Paepalanthus lamarckii
- Paepalanthus lanatus
- Paepalanthus langsdorffii
- Paepalanthus latifolius
- Paepalanthus latipes
- Paepalanthus laxifolius
- Paepalanthus leiothricoides
- Paepalanthus leiseringii
- Paepalanthus lepidus
- Paepalanthus leucoblepharus
- Paepalanthus leucocephalus
- Paepalanthus lindenii
- Paepalanthus linearifolius
- Paepalanthus lingulatus
- Paepalanthus lodiculoides
- Paepalanthus lombensis
- Paepalanthus longicaulis
- Paepalanthus longifolius
- Paepalanthus longivaginatus
- Paepalanthus luetzelburgii
- Paepalanthus lundii
- Paepalanthus luteolus
- Paepalanthus lycopodioides
- Paepalanthus macarenensis
- Paepalanthus macrocaulon
- Paepalanthus macrocephalus
- Paepalanthus macropodus
- Paepalanthus maculatus
- Paepalanthus magalhaesii
- Paepalanthus major
- Paepalanthus manicatus
- Paepalanthus melaleucus
- Paepalanthus melanolepis
- Paepalanthus melanthus
- Paepalanthus mellii
- Paepalanthus mendoncianus
- Paepalanthus meridensis
- Paepalanthus mexiae
- Paepalanthus michaelii
- Paepalanthus microcaulon
- Paepalanthus microphorus
- Paepalanthus microphyllus
- Paepalanthus milho-verdensis
- Paepalanthus minasensis
- Paepalanthus minimus
- Paepalanthus minutulus
- Paepalanthus miser
- Paepalanthus moaensis
- Paepalanthus moedensis
- Paepalanthus mollis
- Paepalanthus montanus
- Paepalanthus multicapitatus
- Paepalanthus muscosus
- Paepalanthus myocephalus
- Paepalanthus myriophyllus
- Paepalanthus nanus
- Paepalanthus neglectus
- Paepalanthus neopulvinatus
- Paepalanthus nigrescens
- Paepalanthus nigricans
- Paepalanthus nigricaulis
- Paepalanthus nigriflorus
- Paepalanthus nipensis
- Paepalanthus obconicus
- Paepalanthus oblongifolius
- Paepalanthus obnatus
- Paepalanthus obtusifolius
- Paepalanthus ocreatus
- Paepalanthus oerstedianus
- Paepalanthus oligocephalus
- Paepalanthus orthoblepharus
- Paepalanthus orthogonalis
- Paepalanthus ovatus
- Paepalanthus oxyphyllus
- Paepalanthus oyapockensis
- Paepalanthus pallidus
- Paepalanthus parallelinervius
- Paepalanthus paramensis
- Paepalanthus parvicephalus
- Paepalanthus parviflorus
- Paepalanthus parvifolius
- Paepalanthus parvus
- Paepalanthus paulensis
- Paepalanthus paulinus
- Paepalanthus pauper
- Paepalanthus pedunculatus
- Paepalanthus perbracchiatus
- Paepalanthus perpusillus
- Paepalanthus petraeus
- Paepalanthus phaeocephalus
- Paepalanthus phelpsiae
- Paepalanthus pilosus
- Paepalanthus piresii
- Paepalanthus plagiostigma
- Paepalanthus planifolius
- Paepalanthus plantagineus
- Paepalanthus plantaginoides
- Paepalanthus platycaulis
- Paepalanthus plumosus
- Paepalanthus polyandrus
- Paepalanthus polycladus
- Paepalanthus polygonus
- Paepalanthus polytrichoides
- Paepalanthus praedensatus
- Paepalanthus praemorsus
- Paepalanthus prostratus
- Paepalanthus pruinosus
- Paepalanthus pseudoelongatus
- Paepalanthus pseudotortilis
- Paepalanthus pubescens
- Paepalanthus pulchellus
- Paepalanthus pullus
- Paepalanthus pulvinatus
- Paepalanthus pungens
- Paepalanthus reflexus
- Paepalanthus refractifolius
- Paepalanthus regalis
- Paepalanthus regelianus
- Paepalanthus repens
- Paepalanthus restingensis
- Paepalanthus retusus
- Paepalanthus revolutus
- Paepalanthus rhizocephalus
- Paepalanthus rhizomatosus
- Paepalanthus riedelianus
- Paepalanthus rigidifolius
- Paepalanthus rigidulus
- Paepalanthus riparius
- Paepalanthus roraimensis
- Paepalanthus rufescens
- Paepalanthus ruficeps
- Paepalanthus rufoalbus
- Paepalanthus rupestris
- Paepalanthus saxatilis
- Paepalanthus saxicola
- Paepalanthus scandens
- Paepalanthus schlimii
- Paepalanthus schneckii
- Paepalanthus scholiophyllus
- Paepalanthus schomburgkii
- Paepalanthus schuechianus
- Paepalanthus schultesii
- Paepalanthus scirpeus
- Paepalanthus scleranthus
- Paepalanthus scopulorum
- Paepalanthus scytophyllus
- Paepalanthus sedoides
- Paepalanthus senaeanus
- Paepalanthus sericeus
- Paepalanthus serrinhensis
- Paepalanthus seslerioides
- Paepalanthus sessiliflorus
- Paepalanthus sicifolius
- Paepalanthus silveirae
- Paepalanthus singularius
- Paepalanthus spathulatus
- Paepalanthus sphaerocephalus
- Paepalanthus sphaerulifer
- Paepalanthus spiralifolius
- Paepalanthus spirophorus
- Paepalanthus spixianus
- Paepalanthus squamiliferus
- Paepalanthus stannardii
- Paepalanthus stegolepoides
- Paepalanthus stenolepis
- Paepalanthus stephanophorus
- Paepalanthus striatus
- Paepalanthus strictus
- Paepalanthus stuebelianus
- Paepalanthus stuetzelii
- Paepalanthus subcaulescens
- Paepalanthus subfalcatus
- Paepalanthus subtilis
- Paepalanthus succisus
- Paepalanthus suffruticans
- Paepalanthus sulcatus
- Paepalanthus superbus
- Paepalanthus supinus
- Paepalanthus syngonanthoides
- Paepalanthus tenuicaulis
- Paepalanthus tessmannii
- Paepalanthus tortilis
- Paepalanthus triangularis
- Paepalanthus tricholepis
- Paepalanthus trichopeplus
- Paepalanthus trichopetalus
- Paepalanthus trichophyllus
- Paepalanthus tuberosus
- Paepalanthus turbinatus
- Paepalanthus uleanus
- Paepalanthus umbrosus
- Paepalanthus uncinatus
- Paepalanthus undulatus
- Paepalanthus urbanianus
- Paepalanthus usterii
- Paepalanthus vaginans
- Paepalanthus variabilis
- Paepalanthus warmingianus
- Paepalanthus weberbaueri
- Paepalanthus weddellianus
- Paepalanthus vellozioides
- Paepalanthus velutinus
- Paepalanthus venustus
- Paepalanthus vestitus
- Paepalanthus villipes
- Paepalanthus villosulus
- Paepalanthus viridulus
- Paepalanthus xanthopus
- Paepalanthus xiphophyllus
- Paepalanthus yapacanensis